# ヒステリックパニック
ヒステリックパニックは、日本のラウドロックバンド。2012年に名古屋にて結成された。略称は「ヒスパニ」。

## 概要
2012年にTack朗とともを中心に結成。当時はとも、Tack朗、おかっち、ZIziの4人編成だった。その後加入したギタリストやZIziの脱退を経て、2013年に$EIGOとやっちが加入し、2020年までこの体制となる。
2012年に発表したデモ音源「WiLL」が話題を呼び、2014年に発売した「センチメンタル・サーカス」がオリコンインディーズチャート、indiesmusic.com双方で1位を獲得。
2015年4月1日にビクターエンタテインメントからシングル「うそつき。」でメジャーデビュー。
2024年7月15日に解散（活動急死）を発表。

## 音楽性
ラウドロックやミクスチャーを基調としたサウンドにとものデスボイスやラップ、Tack朗のハイトーンボーカル、$EIGOのコーラスやクリーンボイスによるトリプルボーカルを乗せた楽曲（Tack朗や$EIGOのソロパートがない楽曲もある）が特徴で、自らの音楽性を「エクストリームJ-POP」と称する。
当初は全楽曲がドロップDチューニングだったが、2017年の『LIVE A LIVE』で7弦ギターと5弦ベースによるドロップAチューニングを導入してからは、曲によって2つのチューニングを使い分けている。

## メンバー
- とも（12月11日生まれ - A型）：ボーカル担当
  - 赤色のメッシュが入った髪型が特徴。
  - ガテラルボイスやグロウル、ピッグスクイールによるシャウトボーカルやラップ、ライブでのMCを担当する。またほぼ全ての楽曲の作詞を手掛けており、押韻や同音異義語、パロディなどを用いたコミカルな言葉遊びや、失恋や鬱、死などを扱った暗い内容の日本語詞が特徴。
  - グッズやアルバムジャケット、アーティスト写真のデザインや方向性などは主にともが決めている。
  - 影響を受けた音楽にRIP SLYMEやKICK THE CAN CREW、RHYMESTERといったヒップホップの他、マキシマム ザ ホルモンなどを挙げている[3][4]
- Tack朗（タックろう、12月28日生まれ - A型）：ギター・ボーカル担当
  - バンドのリーダー。緑色の髪と恰幅の良い体形が特徴。当初は黒髪だったが2014年秋頃に緑髪になった。
  - 女性のようなハイトーンボイスが最大の特徴で、曲やパートによっては低音やシャウトも使い分ける。ほとんどの楽曲のサビを担当しているが$EIGOがリードボーカルを務める楽曲においてはコーラスを歌う。
  - 結成初期から主な作曲を手掛けている。
  - 6弦ギターはギブソンカスタムショップ製のレスポール[5][6]、またはフライングV[7]をメインギターとしている。他にもPRSのシングルカットモデル[8]やIbanezのARZ6UCS[8]を所有している。7弦ギターはIbanezのj.custom RGR8527FXのカスタムメイドモデル[9][10]を使用する。
  - 影響を受けた音楽にELLEGARDENやGOING STEADY、ガガガSPなどのパンク・ロックやブレット・フォー・マイ・ヴァレンタイン、マキシマム ザ ホルモンなどを挙げている[3][4]。自身のアーティスト名は、ブレット・フォー・マイ・バレンタインのMatthew Tuckからとっている[11]。
- おかっち（1月19日生まれ - B型）： ベース担当
  - ライブでは白のYシャツと水玉模様のパンツ、蝶ネクタイを着用する。
  - スラップ奏法を基調とした指弾きスタイル（一部の楽曲ではピックを使用する）。Sugi Guitarsのベース（NB4、NB5）を愛用している[5]。
  - ヒステリックパニックとしての活動する前から、「おかだけ」としてニコニコ生放送で配信活動をしていた。
  - 影響を受けた音楽に藍坊主、ジャミロクワイ、マーカス・ミラー、スチュアート・ハムなどを挙げている[3][4]。
- やっち（10月6日生まれ - A型）：ドラム担当
  - 魔法少女まどか☆マギカや艦隊これくしょん -艦これ-を好み、ライブでもそれらをモチーフにしたTシャツやパーカーを着用する。特に巴マミがお気に入りでドラムセットのサンプラーにもマミの台詞を入れている。
  - TAMAのドラムセットを使用する[5]。
  - 影響を受けた音楽にL'Arc-en-CielやJanne Da Arc、シド、ナイトメアなどのヴィジュアル系バンドや吹奏楽を挙げている[3][4]。

### 旧メンバー
- $EIGO（せいご、9月23日生まれ - B型）：ギター・コーラス担当
  - 紫色の髪が特徴。
  - 男性的なクリーンボイスでコーラスやボーカルを務め、一部の楽曲ではサビを担当するなどリードを歌うことも多い。クレジット上ではコーラスだが事実上ボーカルとして、トリプルボーカルの一端を担っている。ギターにおいてはメインフレーズやソロを弾くことが多い。またTack朗と並んで主な作曲を手掛ける。
  - 6弦ギターはグレッチを愛用し、メインギターはG6134CG FSR Penguin、サブとして6131 FirebirdとG6139CB Falcon Center-Block Single Cutawayを使用する[5][12]。7弦ギターはCLAAS GuitarsのLeviathan[13][14]を使用する。
  - 影響を受けた音楽にザ・ビートルズ、スリップノット、セイオシン、FACT、Zeddなどを挙げている[3][4]。
  - 2020年8月29日に行われた配信ライブ「ULTIMATE BATTLE TOUR 2019-2020 『Final』」を以ってバンドを脱退した。
- ZIzi - ドラム担当。
- 山壮 - ギター担当。
- 駿 - ギター担当。

## ディスコグラフィー

### シングル
| 4U （2013年） | うそつき。 （2015年） | シンデレラ・シンドローム （2016年） |

| ミュージックビデオ       | ミュージックビデオ | ミュージックビデオ |
| ------------------------ | ------------------ | ------------------ |
| 「うそつき。」 - YouTube |                    |                    |

| 4U （2013年） | うそつき。 （2015年） | シンデレラ・シンドローム （2016年） |

| ミュージックビデオ       | ミュージックビデオ | ミュージックビデオ |
| ------------------------ | ------------------ | ------------------ |
| 「うそつき。」 - YouTube |                    |                    |

| うそつき （2015年） | シンデレラ・シンドローム （2016年） | 666(TRIPLE SICK'S) （2018年） |

| ミュージックビデオ                     | ミュージックビデオ | ミュージックビデオ |
| -------------------------------------- | ------------------ | ------------------ |
| 「シンデレラ・シンドローム」 - YouTube |                    |                    |

| うそつき （2015年） | シンデレラ・シンドローム （2016年） | 666(TRIPLE SICK'S) （2018年） |

| ミュージックビデオ                     | ミュージックビデオ | ミュージックビデオ |
| -------------------------------------- | ------------------ | ------------------ |
| 「シンデレラ・シンドローム」 - YouTube |                    |                    |

| 映像外部リンク                                                 | 映像外部リンク |
| -------------------------------------------------------------- | -------------- |
| シンデレラ・シンドローム 特典ライブ映像 スペシャル・トレイラー |                |

| シンデレラ・シンドローム （2016年） | 666(TRIPLE SICK'S) （2018年） | - |

| ミュージックビデオ                                      | ミュージックビデオ | ミュージックビデオ |
| ------------------------------------------------------- | ------------------ | ------------------ |
| 「Love it!」 - YouTube 「メリーバッドエンド」 - YouTube |                    |                    |

| シンデレラ・シンドローム （2016年） | 666(TRIPLE SICK'S) （2018年） | - |

| ミュージックビデオ                                      | ミュージックビデオ | ミュージックビデオ |
| ------------------------------------------------------- | ------------------ | ------------------ |
| 「Love it!」 - YouTube 「メリーバッドエンド」 - YouTube |                    |                    |

| 映像外部リンク                                                     | 映像外部リンク |
| ------------------------------------------------------------------ | -------------- |
| ヒステリックパニック 『666（TRIPLE SICK'S)』スペシャル・トレーラー |                |

### アルバム
| 『センチメンタル・サーカス』                                                  | 『センチメンタル・サーカス』               |                             |
| ヒステリックパニック の スタジオ・アルバム                                    | ヒステリックパニック の スタジオ・アルバム |                             |
| ----------------------------------------------------------------------------- | ------------------------------------------ | --------------------------- |
| リリース                                                                      | 2014年7月16日                              |                             |
| ジャンル                                                                      | J-POP、ロック                              |                             |
| 時間                                                                          | 19分24秒                                   |                             |
| レーベル                                                                      | ぱにぱにれこぉど                           |                             |
| チャート最高順位                                                              |                                            |                             |
| - 週間64位（オリコン） - 登場回数3回（オリコン）                              |                                            |                             |
| ヒステリックパニック アルバム 年表                                            |                                            |                             |
| \| - \| センチメンタル・サーカス （2014年） \| オトナとオモチャ （2015年） \| |                                            |                             |
| EANコード                                                                     |                                            |                             |
| EAN 4580300427524                                                             |                                            |                             |
|                                                                               |                                            |                             |
| ミュージックビデオ                                                            |                                            |                             |
| 「憂&哀」 - YouTube                                                           |                                            |                             |
| テンプレートを表示                                                            |                                            |                             |
| -                                                                             | センチメンタル・サーカス （2014年）        | オトナとオモチャ （2015年） |

| - | センチメンタル・サーカス （2014年） | オトナとオモチャ （2015年） |

| 『オトナとオモチャ』                                                                                            | 『オトナとオモチャ』                       |                                     |
| ヒステリックパニック の スタジオ・アルバム                                                                      | ヒステリックパニック の スタジオ・アルバム |                                     |
| --- | ------------------------------------------ | ----------------------------------- |
| リリース | 2015年7月15日                              |                                     |
| ジャンル | J-POP、ロック                              |                                     |
| 時間 | 38分14秒                                   |                                     |
| レーベル | BLACK SHEEP RECORDS                        |                                     |
| チャート最高順位                                                                                                |                                            |                                     |
| - 週間26位（オリコン） - 登場回数5回（オリコン）                                                                |                                            |                                     |
| ヒステリックパニック アルバム 年表                                                                              |                                            |                                     |
| \| センチメンタル・サーカス （2014年） \| オトナとオモチャ （2015年） \| ノイジー・マイノリティー （2016年） \| |                                            |                                     |
| EANコード |                                            |                                     |
| EAN 4988002695164                                                                                               |                                            |                                     |
| |                                            |                                     |
| 『オトナとオモチャ』収録のシングル                                                                              |                                            |                                     |
| 1. 「うそつき。」 リリース: 2015年4月1日                                                                        |                                            |                                     |
| ミュージックビデオ                                                                                              |                                            |                                     |
| 「ライジングさん」 - YouTube                                                                                    |                                            |                                     |
| テンプレートを表示                                                                                              |                                            |                                     |
| センチメンタル・サーカス （2014年）                                                                             | オトナとオモチャ （2015年）                | ノイジー・マイノリティー （2016年） |

| センチメンタル・サーカス （2014年） | オトナとオモチャ （2015年） | ノイジー・マイノリティー （2016年） |

| 映像外部リンク                                                    | 映像外部リンク |
| ----------------------------------------------------------------- | -------------- |
| ヒステリックパニック - 『オトナとオモチャ』スペシャル・トレーラー |                |

| 『ノイジー・マイノリティー』                                                                       | 『ノイジー・マイノリティー』               |                        |
| ヒステリックパニック の スタジオ・アルバム                                                         | ヒステリックパニック の スタジオ・アルバム |                        |
| -------------------------------------------------------------------------------------------------- | ------------------------------------------ | ---------------------- |
| リリース                                                                                           | 2016年7月20日                              |                        |
| ジャンル                                                                                           | J-POP、ロック                              |                        |
| 時間                                                                                               | 40分8秒                                    |                        |
| レーベル                                                                                           | BLACK SHEEP RECORDS                        |                        |
| チャート最高順位                                                                                   |                                            |                        |
| - 週間23位（オリコン） - 登場回数5回（オリコン）                                                   |                                            |                        |
| ヒステリックパニック アルバム 年表                                                                 |                                            |                        |
| \| オトナとオモチャ （2015年） \| ノイジー・マイノリティー （2016年） \| LIVE A LIVE （2017年） \| |                                            |                        |
| EANコード                                                                                          |                                            |                        |
| EAN 4988002717811                                                                                  |                                            |                        |
| |                                            |                        |
| 『ノイジー・マイノリティー』収録のシングル                                                         |                                            |                        |
| 1. 「シンデレラ・シンドローム」 リリース: 2016年4月20日                                            |                                            |                        |
| ミュージックビデオ                                                                                 |                                            |                        |
| 「Adrenaline」 - YouTube 「しぐなる」 - YouTube                                                    |                                            |                        |
| テンプレートを表示                                                                                 |                                            |                        |
| オトナとオモチャ （2015年）                                                                        | ノイジー・マイノリティー （2016年）        | LIVE A LIVE （2017年） |

| オトナとオモチャ （2015年） | ノイジー・マイノリティー （2016年） | LIVE A LIVE （2017年） |

| 映像外部リンク                                                            | 映像外部リンク |
| ------------------------------------------------------------------------- | -------------- |
| ヒステリックパニック - 『ノイジー・マイノリティー』スペシャル・トレーラー |                |

| 『LIVE A LIVE』                                                                                   | 『LIVE A LIVE』                            |                            |
| ヒステリックパニック の スタジオ・アルバム                                                        | ヒステリックパニック の スタジオ・アルバム |                            |
| ------------------------------------------------------------------------------------------------- | ------------------------------------------ | -------------------------- |
| リリース                                                                                          | 2017年6月21日                              |                            |
| ジャンル                                                                                          | J-POP、ロック                              |                            |
| 時間                                                                                              | 26分24秒                                   |                            |
| レーベル                                                                                          | BLACK SHEEP RECORDS                        |                            |
| チャート最高順位                                                                                  |                                            |                            |
| - 週間39位（オリコン） - 登場回数2回（オリコン）                                                  |                                            |                            |
| ヒステリックパニック アルバム 年表                                                                |                                            |                            |
| \| ノイジー・マイノリティー （2016年） \| LIVE A LIVE （2017年） \| Hypnotic Poison （2018年） \| |                                            |                            |
| EANコード                                                                                         |                                            |                            |
| EAN 4988002735372                                                                                 |                                            |                            |
|                                                                                                   |                                            |                            |
| ミュージックビデオ                                                                                |                                            |                            |
| 「ガチ恋ダークネス」 - YouTube 「全日本ぬるぬる音頭」 - YouTube                                   |                                            |                            |
| テンプレートを表示                                                                                |                                            |                            |
| ノイジー・マイノリティー （2016年）                                                               | LIVE A LIVE （2017年）                     | Hypnotic Poison （2018年） |

| ノイジー・マイノリティー （2016年） | LIVE A LIVE （2017年） | Hypnotic Poison （2018年） |

| 映像外部リンク                                     | 映像外部リンク |
| -------------------------------------------------- | -------------- |
| ヒステリックパニック - LIVE A LIVE Special Trailer |                |

| 『Hypnotic Poison』                                                                         | 『Hypnotic Poison』                        |                               |
| ヒステリックパニック の スタジオ・アルバム                                                  | ヒステリックパニック の スタジオ・アルバム |                               |
| ------------------------------------------------------------------------------------------- | ------------------------------------------ | ----------------------------- |
| リリース                                                                                    | 2018年10月31日                             |                               |
| ジャンル                                                                                    | J-POP、ロック                              |                               |
| 時間                                                                                        | 28分31秒                                   |                               |
| レーベル                                                                                    | BLACK SHEEP RECORDS                        |                               |
| チャート最高順位                                                                            |                                            |                               |
| - 週間42位（オリコン） - 登場回数2回（オリコン）                                            |                                            |                               |
| ヒステリックパニック アルバム 年表                                                          |                                            |                               |
| \| LIVE A LIVE （2017年） \| Hypnotic Poison （2018年） \| サバイバル・ゲーム （2019年） \| |                                            |                               |
| EANコード                                                                                   |                                            |                               |
| EAN 4988002774210                                                                           |                                            |                               |
|                                                                                             |                                            |                               |
| 『Hypnotic Poison』収録のシングル                                                           |                                            |                               |
| 1. 「Shut up」 リリース: 2017年12月6日                                                      |                                            |                               |
| ミュージックビデオ                                                                          |                                            |                               |
| 「絶対×絶命」 - YouTube 「Venom Shock」 - YouTube 「GO! GO! MANIAC」 - YouTube              |                                            |                               |
| テンプレートを表示                                                                          |                                            |                               |
| LIVE A LIVE （2017年）                                                                      | Hypnotic Poison （2018年）                 | サバイバル・ゲーム （2019年） |

| LIVE A LIVE （2017年） | Hypnotic Poison （2018年） | サバイバル・ゲーム （2019年） |

| 映像外部リンク                                 | 映像外部リンク |
| ---------------------------------------------- | -------------- |
| ヒステリックパニック - Hypnotic Poison Trailer |                |

| 『サバイバル・ゲーム』 | 『サバイバル・ゲーム』                     |   |
| ヒステリックパニック の スタジオ・アルバム                                                                                    | ヒステリックパニック の スタジオ・アルバム |   |
| --- | ------------------------------------------ | - |
| リリース | 2019年10月9日                              |   |
| ジャンル | J-POP、ロック                              |   |
| 時間 | 52分12秒                                   |   |
| レーベル | BLACK SHEEP RECORDS                        |   |
| チャート最高順位 |                                            |   |
| - |                                            |   |
| ヒステリックパニック アルバム 年表                                                                                            |                                            |   |
| \| Hypnotic Poison （2018年） \| サバイバル・ゲーム （2019年） \| - \|                                                        |                                            |   |
| EANコード |                                            |   |
| EAN 4988002791538, 4988002791545                                                                                              |                                            |   |
| |                                            |   |
| 『サバイバル・ゲーム』収録のシングル                                                                                          |                                            |   |
| 1. 「Love it! (「666(TRIPLE SICK'S)」収録)」 リリース: 2018年5月2日 2. 「弱虫ライオット（配信限定）」 リリース: 2019年6月19日 |                                            |   |
| ミュージックビデオ |                                            |   |
| 「Painkiller」 - YouTube 「弱虫ライオット」 - YouTube 「ブラックホール・ベイビー」 - YouTube 「優勝ファンファーレ」 - YouTube |                                            |   |
| テンプレートを表示 |                                            |   |
| Hypnotic Poison （2018年） | サバイバル・ゲーム （2019年）              | - |

| Hypnotic Poison （2018年） | サバイバル・ゲーム （2019年） | - |

### 参加作品
| 発売日         | タイトル                       | 規格品番  | 収録曲                                                      |
| -------------- | ------------------------------ | --------- | ----------------------------------------------------------- |
| 2014年5月28日  | PUNK GOES 90'S Vol.2           | TRVE-0105 | Around The World（レッド・ホット・チリ・ペッパーズのカバー) |
| 2014年12月10日 | TRUST YOUR SOULS "NAGOYA"vol.2 | RCTR-1032 | ねこ地獄                                                    |
| 2017年11月22日 | TRIBUTE OF MUCC -縁[en]-       | MSHN-044  | Mr.Liar                                                     |

## ミュージックビデオ
| 監督         | 曲名                                        |
| 池田圭       | 「うそつき。」「ガチ恋ダークネス」          |
| 阪田アキヒロ | 「しぐなる」                                |
| スミス       | 「シンデレラ・シンドローム」(出演:松野祐太) |
| 福居英晃     | 「ライジングさん」                          |
| 可哀想に！   | 「絶対殺すマン」                            |

## 主なライブ

### ワンマンライブ・主催イベント
- 2013年6月9日 - ヒステリックパニック presents「2U〜梅雨〜」
w/Brightest Amber Leaf / CANTOY / Red Sky Riot / My Eggplant Died Yesterday / キバオブアキバ / すぺるまシャワー
- 2014年1月5日 - ヒステリックパニック presents「A HAPPY NEW 嫌ー！！ 〜2014年悲鳴始め〜」
w/A Ghost of Flare / ANGRY FROG REBIRTH / CANTOY / FABLED NUMBER / Peanuts For A Party Boy
- 2014年7月18日〜8月9日 - センチメンタル・サーカスリリースツアー「センチメンタル・ジャーニー」
w/A Ghost of Flare / キバオブアキバ / THE GAME SHOP / HxAxS / 大凶作 / This is Not a Business / ANGRY FROG REBIRTH
- 2015年1月4日/5日/10日 - 明けましておめDEAD！今年もよろSICK!ツアー2015
w/revenge my LOST / ANGRY FROG REBIRTH / CANTOY / HenLee
- 2015年2月14日 - Present for my Valentine 〜チョコくれ〜
w/A Ghost of Flare / HONE YOUR SENSE / HOTOKE
- 2015年4月3日/12日/17日 - 4月は君と嘘つきTOUR ～春の東名阪横断 花粉SHOW～
w/トライアンパサンディ / Ailiph Doepa / FABLED NUMBER / 魔法少女になり隊 / ギルガメッシュ / ダイノジ
- 2015年7月27日〜9月27日 - オトナとオモチャでアソボウゼー!!TOUR 2015
w/NoisyCell / BACK LIFT / FABLED NUMBER / HenLee / Inosent Dolls / ReVision of Sence / A Ghost Of Flare / ENTH / RED in BLUE / revenge my LOST / ROACH / Silhouette from the Skylit / THREE LIGHTS DOWN KINGS / 大凶作 / A Barking Dog Never Bites / a crowd of rebellion / AIR SWELL / Capri after dinner / Davinci / Dstar / FOAD / HOTOKE / Last Day Dream / LIBERATE / my-Butterfly / トライアンパサンディ / メガホンズ
- 2015年11月1日 - オトナとオモチャでアソボウゼー!!TOUR 2015 ファイナルシリーズ～東京編～
w/ANGRY FROG REBIRTH
- 2015年11月15日 - オトナとオモチャでアソボウゼー!!TOUR 2015 ファイナルシリーズ～大阪編～
w/ミソッカス
- 2016年1月4日 - オトナとオモチャでアソボウゼー!!TOUR ファイナル
w/BiSH
- 2016年4月30日/5月8日/5月13日 - ワンマンツアー「ONEMANMAN」
- 2016年7月4日 - ビシュテリックパニック
w/BiSH
- 2016年7月22日〜9月23日 - 第23回 納涼!盆踊りツアー 暴れたい放題プラン
w/BAND-MAID / revenge my LOST / クリトリック・リス / 打首獄門同好会 / BACK LIFT / FABLED NUMBER / HONE YOUR SENSE / NOISEMAKER / PassCode / RED in BLUE / おはようございます / ミオヤマザキ / 彼女 in the display / 魔法少女になり隊
- 2016年8月29日 - オールスター感謝祭～毎年829が付く日はポイント5倍デー～
- 2016年10月7日〜29日 - ワンマンツアー「秋の竹城」
- 2016年11月22日 - 第23回 納涼!盆踊りツアー 暴れたい放題プラン～追加公演～
- 2017年1月4日 - あけましておめDEAD！今年もよろSICK！2017
w/BACK LIFT / THREE LIGHTS DOWN KINGS
- 2017年3月2日/3日/5日 - MICHINOKU LIVE HOUSE CIRCUIT
w/I-RabBits / THE LOCAL ART / アシュラシンドローム
- 2017年4月7日 - ヒステリックパニック presents <男子限定イベント>～オチンポス皇帝の逆襲～
w/Victim of Deception
- 2017年7月20日/21日/23日 - 東名阪ワンマンツアー「おいでよ ひすぱにの森」
- 2017年7月25日/26日 - Spice of Life～『おいでよ ひすぱにの森』 追加公演〜
w/a crowd of rebellion
- 2017年8月29日〜11月23日 - 「DEAD or ALIVE」TOUR 2017
w/ オメでたい頭でなにより / FABLED NUMBER / KNOCK OUT MONKEY / 魔法少女になり隊 / Rhythmic Toy World / HER NAME IN BLOOD / ENTH / 打首獄門同好会 / Wienners / ヤバイTシャツ屋さん / MELLOWSHiP / HANABOBI
- 2018年1月4日 - お正月だし ヒスパニ5周年だし ツアーファイナルだし なんかいろいろおめでたいフェスタ 2018
- 2018年2月18日 - ヒステリックパニック×清水音泉合同企画「ヒスパニオンセン」
w/ ニューロティカ / モーモールルギャバン / やまもり組
- 2018年4月1日 - 全日本ぬるぬる祭り 〜ヒステリックパニック メジャーデビュー3周年〜
w/ BUZZ THE BEARS / ENTH / ROACH
- 2018年5月2日/8日/16日 - ヒステリックパニック presents 東名阪異種格闘技ツーマン「音楽は基本雑食です笑」
w/ ゆるめるモ! / 電波少女 / ペンタゴン
- 2018年7月27日/8月24日 - ワンマンライブ「なつのおもいで」
- 2018年8月29日 - パニックの日
w/ バンドじゃないもん!
- 2018年9月23日 - ワンマンライブ「$EIGO生誕祭 『生GO誕』」
- 2018年11月15日〜12月16日 - どくどくツアー
- 2019年1月4日 - ヒステリックパニック presents どくどくツアー -FINAL- 〜あけましておめDEAD！今年もよろSICK！2019〜
- 2019年2月23日 - 男女限定ワンマンライブ

【第1部】<男子限定ライブ>帰ってきたオチンポス
【第2部】<女子限定ライブ>オマーン国際女子マラソン
- 2019年4月19日/25日/30日 - 平成最後の東名阪ワンマンツアー「オワリとハジマリ」TOUR 2019
- 2019年7月21日/7月27日/8月4日 - ワンマンツアー「なつのおもいで」
- 2019年11月22日〜2月2日 - ULTIMATE BATTLE TOUR 2019-2020
w/ BACK LIFT / POT / ReVision of Sence / HOTOKE / ヤバイTシャツ屋さん / HONE YOUR SENSE / 嘘とカメレオン / FABLED NUMBER / revenge my LOST / おはようございます / HER NAME IN BLOOD / ROACH / SPARK!!SOUND!!SHOW!!
- 2020年8月29日 - ULTIMATE BATTLE TOUR 2019-2020 「Final」（新型コロナウイルス感染防止のため無観客・配信で敢行）
- 2021年2月13日 - ワンマンライブ「Back Again」(FC限定, 2部制)
- 2021年2月14日 - ワンマンライブ「Once Again」(2部制)
- 2021年4月3日 - ワンマンライブ「おひさしブリーフ - WEST -」(2部制)
- 2021年4月17日 - ワンマンライブ「おひさしブリーフ - EAST -」(2部制)
- 2021年8月29日 - ワンマンライブ「829の日」
- 2021年10月31日〜12月9日 - ワンマンツアー「死亡遊戯TOUR 2021」
- 2022年1月4日 - 明けましておめDEAD！今年もよろSICK！2022
w/ a crowd of rebellion
- 2022年5月8日 - ワンマンライブ「死亡遊戯TOUR EXTRA」
- 2022年7月29日〜8月12日 - ワンマンツアー「なつのおもいで」
- 2023年3月12日 - ヒステリックパニック ワンマンライブ「自由への招待」
- 2023年7月2日〜7月21日 - ワンマンツアー「なつのおもいで 2023」
- 2023年9月2日 - Happy Birthday Oneman
- 2024年1月4日 - 明けましておめDEAD!今年もよろSICK!2024
- 2024年4月12日 - ヒステリックパニック ワンマンライブ「逆襲のSHOW」
- 2024年5月31日〜7月5日 2MAN TOUR「なつのおもいで 2024」

## 外部サイト
- ヒステリックパニック OFFICIAL SITE
- 公式モバイルファンクラブ「ぱにぱにまにあ」
- ヒステリックパニック - YouTubeチャンネル
- ヒステリックパニック 公式ブログ - LINE BLOG
- ヒステリックパニック (@hysteric_panic) - X（旧Twitter）
  - ともパニ＠ヒスパニ (@7x3x7x3) - X（旧Twitter）
  - Tack朗@ﾋｽﾃﾘｯｸﾊﾟﾆｯｸ (@tack_hispani) - X（旧Twitter）
  - $EGOTANPE＠ヒスパニ (@hpseigohp) - X（旧Twitter）
  - おかっち@ヒスパニ/おかだけ (@okadakee) - X（旧Twitter）
  - やっち@ヒステリックパニック (@kinnshak) - X（旧Twitter）
- ヒステリックパニック (@hystericpanic) - Instagram
  - ともパニ (@tomopanic) - Instagram
  - $EGOTANPE (@hpseigohp) - Instagram
  - おかっち (@okatti_hyspani) - Instagram
  - ヒスパニ やっち (@kinnshak) - Instagram